# Sebastian Jørgensen
Sebastian Jørgensen, né le 8 juin 2000 à Silkeborg au Danemark, est un footballeur danois qui évolue au poste d'ailier droit à l'AGF Aarhus en prêt de Malmö FF.

## Biographie

### En club
Né à Silkeborg au Danemark, Sebastian Jørgensen est formé par le club de sa ville natale, le Silkeborg IF. C'est avec ce club qu'il fait ses débuts en professionnels, à l'occasion d'une rencontre de coupe du Danemark contre le Holstebro Boldklub (en), le 8 août 2018. Il est titularisé et participe à la victoire de son équipe en marquant également son premier but en professionnel et son équipe s'impose sur le score de quatre buts à zéro. Le club évolue en deuxième division danoise lorsqu'il joue son premier match en championnat, le 12 août 2018 contre le HB Køge. Il entre en jeu à la place de Stephan Petersen (en) et son équipe s'incline lourdement à domicile par trois buts à zéro.
Le 28 août 2018, Jørgensen signe son premier contrat professionnel, le liant à Silkeborg jusqu'en juin 2022.
Il fait sa première apparition en première division le 15 décembre 2019 contre le Lyngby BK. Il entre en jeu à la place de Jeppe Okkels et son équipe s'incline (1-0 score final).
Le 28 août 2021, Jørgensen prolonge son contrat avec Silkeborg, il est alors lié avec le club jusqu'en juin 2025. Il fait forte impression lors de la saison 2021-2022, faisant partie d'un trio efficace avec Nicklas Helenius et Nicolai Vallys. Jørgensen se distingue notamment par sa qualité de passes.
En juillet 2023, Sebastian Jørgensen quitte le Silkeborg IF où il jouait depuis l'âge de 10 ans et rejoint la Suède en s'engageant avec le Malmö FF. Le transfert est annoncé le 26 juin 2023,
Il est sacré champion de Suède en 2023,.

### En sélection
En mars 2022, Sebastian Jørgensen est convoqué pour la première fois avec l'équipe du Danemark espoirs. Il joue son premier match avec les espoirs le 29 mars 2022 contre la Belgique. Il entre en jeu à la place de Gustav Isaksen et les deux équipes se neutralisent (1-1 score final).

## Statistiques
| Saison                | Club                  | Championnat           | Championnat | Championnat | Coupe(s) nationale(s) | Coupe(s) nationale(s) | Compétition(s) continentale(s) | Compétition(s) continentale(s) | Compétition(s) continentale(s) | Total | Total |
| Saison                | Club                  | Division              | M.          | B.          | M.                    | B.                    | Comp.                          | M.                             | B.                             | M.    | B.    |
| 2018-2019             | Silkeborg IF          | 1e Divisie            | 15          | 2           | 2                     | 1                     | -                              | -                              | -                              | 17    | 3     |
| 2019-2020             | Silkeborg IF          | Superligaen           | 8           | 0           | -                     | -                     | -                              | -                              | -                              | 8     | 0     |
| 2020-2021             | Silkeborg IF          | 1e Divisie            | 28          | 8           | 2                     | 0                     | -                              | -                              | -                              | 30    | 8     |
| 2021-2022             | Silkeborg IF          | Superligaen           | 32          | 11          | 2                     | 2                     | -                              | -                              | -                              | 34    | 13    |
| 2022-2023             | Silkeborg IF          | Superligaen           | 28          | 6           | 4                     | 0                     | C3+C4                          | 2+6                            | 0+2                            | 40    | 8     |
| Sous-total            | Sous-total            | Sous-total            | 111         | 27          | 10                    | 3                     | -                              | 8                              | 2                              | 129   | 32    |
| Total sur la carrière | Total sur la carrière | Total sur la carrière | 111         | 27          | 10                    | 3                     | -                              | 8                              | 2                              | 129   | 32    |

## Palmarès
Malmö FF
- Championnat de Suède
  - Champion : 2023